# Cristóbal Halffter
Cristóbal Halffter (né le 24 mars 1930 à Madrid et mort le 23 mai 2021 à Villafranca del Bierzo) est un compositeur et chef d'orchestre espagnol, un des compositeurs les plus en vue du groupe dit de la Generación del 51.

## Biographie
Cristóbal Halffter est né au sein d'une famille de musiciens (ses oncles Rodolfo et Ernesto sont également des compositeurs importants). En 1936, fuyant la guerre civile espagnole, sa famille se réfugia en Allemagne, où il a fait ses études élémentaires. Ils revinrent à Madrid en 1939, et Halftter étudia la composition avec Conrado del Campo au Conservatoire Supérieur de Musique de Madrid, où il obtint ses diplômes en 1951. En dehors du conservatoire, il a étudié avec Alexandre Tansman et André Jolivet.
Il a travaillé à la Radio Nacional de España ; il se forme également à la direction d'orchestre. En 1952, son Antífona Pascual obtient un succès éclatant, et en 1953 son concerto pour piano gagna le Premio Nacional de Música Nacional. Entre 1955 et 1963, il a été chef d'orchestre de l'Orquesta Falla. Il poursuit alors une carrière à succès comme compositeur et chef d'orchestre, tout en écrivant une musique qui combine des éléments traditionnels espagnols avec des techniques d'avant-garde. En 1961, il a été nommé professeur de composition et formes musicales au Conservatoire de Madrid ; en outre il a été nommé directeur de ce centre entre 1964 et 1966.
En 1967, il obtient une bourse pour étudier à la Ford Fundation aux États-Unis et la DAAD de Berlin. Il a été lecteur à l'Universidad de Navarra entre 1970 et 1978 et au Internationale Ferienkurse für Neue Musik à Darmstadt où il a travaillé avec Pierre Boulez, Karlheinz Stockhausen et Luciano Berio. Entre 1976 et 1978, il a été président de la section espagnole de la ISCM (International Society for Contemporary Music), et l'année suivante, directeur artistique du Studio de musique électronique à la Fondation Heinrich Strobel Foundation à Fribourg.
En 2000, Cristóbal Halffter, à 70 ans, est toujours au premier plan du panorama artistique. Le 23 février au Teatro Real eut lieu la première de son opéra Don Quijote, avec un livret de Andrés Amorós et basé sur l'œuvre immortelle de Miguel de Cervantes et d'autres poètes espagnols. En 2006, eut lieu la première en Allemagne (dans la ville de Kiel).
Le 4 août 2003, au Festival de Salzbourg, eut lieu la première mondiale de Adagio en forma de rondo pour orchestre, œuvre commandée par l'Orchestre philharmonique de Vienne, la direction étant confiée à Semyon Bychkov.
Cristóbal Halffter a résidé à Madrid avec son épouse, la pianiste María Manuela Caro.

## Apport
Cristóbal Halffter est un des compositeurs les plus importants de la Generación del 51, groupe d'artistes qui ont renouvelé le paysage musical espagnol avec l'introduction des techniques musicales de l'avant-garde européenne, comme le dodécaphonisme et le sérialisme. Ce groupe composé de  Tomás Marco, Luis de Pablo, Carmelo Bernaola, Joan Guinjoan et autres, est considéré comme essentiel dans la musique classique espagnole du XXe siècle.
Les premières œuvres de Cristóbal Halffter dénotent une influence plutôt nationaliste, mais peu à peu elle a évolué vers un style plus avant-gardiste, intégrant les caractéristiques les plus modernes de son temps dans un langage personnel. En lui se mélangent l'atonalité, le dodécaphonisme, le sérialisme, les musiques concrètes, électronique, et également l'usage des formes classiques.
Les Nations unies lui commandèrent la cantate Yes, speak out (texte de Norman Corwin) pour célébrer le 20e anniversaire de la Déclaration universelle des droits de l'homme. En 1981, il a reçu la Medalla de Oro de Bellas Artes.
Il y a un groupe d'œuvres, dans lesquelles apparaît évidente sa préoccupation pour la mort et l'au-delà: Llanto por las víctimas de la violencia, pour un groupe de chambre et électroacoustique (1971), Elegía a la muerte de tres poetas españoles (1975) et l’Officium defunctuorum pour orchestre et chœur, dont la première eut lieu à l'Hôtel des Invalides de Paris (1979).
L'essentiel de sa musique est publié par Universal Edition.

## Prix et distinctions
- Prix Italia de la RAI (1976)
- Membre de la European Academy of Science, Arts and Humanities de Paris (1980)
- Médaille d'or du mérite des beaux-arts (1981) par le Ministère de l'Éducation, de la Culture et des Sports et le roi Juan Carlos Ier d'Espagne[2].
- Membre de la Real Academia de Bellas Artes de San Fernando, Madrid (1983)
- Membre de l'Académie des arts de Berlin (1985)[3]
- Chef principal invité de l'Orchestre national d'Espagne, Madrid (depuis 1989)
- Prix national de musique (1953 et 1989)
- Prix Montaigne de la Hamburger Stiftung F.V.S. (1994)
- Prix européen de composition de Karlsruhe (1995)

## Œuvres
- Antífona Pascual (1952)
- Concierto para piano y orquesta (1953)
- Tres piezas para cuarteto de cuerda (1955)
- Misa ducal (1956)
- Introducción, fuga y final para piano (1957)
- Sonata pour violon seul (1959)
- Microformas pour orchestre (1960)
- Sinfonía, pour trois groupes instrumentaux (1963)
- Secuencias (1965)
- Líneas y puntos pour 20 instruments à vent et moyens électroacoustiques (1966)
- Anillos, pour orchestre
- Cantata Symposium (1968)
- Cantata "Yes, speak out" (1968)
- Noche pasiva del sentido pour soprano, deux percussionnistes et 4 magnétophones (1970)
- Llanto por las víctimas de la violencia, pour un groupe de chambre et électroacoustique (1971)
- Réquiem por la libertad imaginada (1971)
- Pinturas negras (1972)
- Gaudium et Spes-Beunza (1972)
- Platero y yo (1974)
- Elegías a la muerte de tres poetas españoles (1975), d'où a été tiré un film pour la télévision allemande, qui a reçu les prix Italia et l'Emmy,
- Officium defunctuorum, pour orchestre et chœur, première à l'hôtel des Invalides de Paris (1979)
- Tiento (1981)
- Dona nobis pacem (1984)
- Motetes (1989)
- Preludio Madrid 92, ouverture composée pour célébrer la désignation de Madrid comme capitale européenne de la culture.
- Don Quijote, opéra (2000)
- Adagio en forma de rondo, pour orchestre (2003)

### Musique de film
- 1954 : Le Baiser de Judas de Rafael Gil
- 1954 : Murió hace quince años de Rafael Gil

## Citation
« L'Art est toujours fait par un être humain et est le fruit de sa sensibilité. Dans chaque œuvre, il y a la marque du moment où elle a été faite. Pour cela, l'art pour l'art n'existe pas, ce serait inhumain[réf. souhaitée]. »